# Alfred Schmieder
Franz Alfred Schmieder (* 13. Mai 1883 in Dresden; † 1942 im KZ Dachau) war ein Dresdner Arbeiterfunktionär und antifaschistischer Widerstandskämpfer.

## Leben

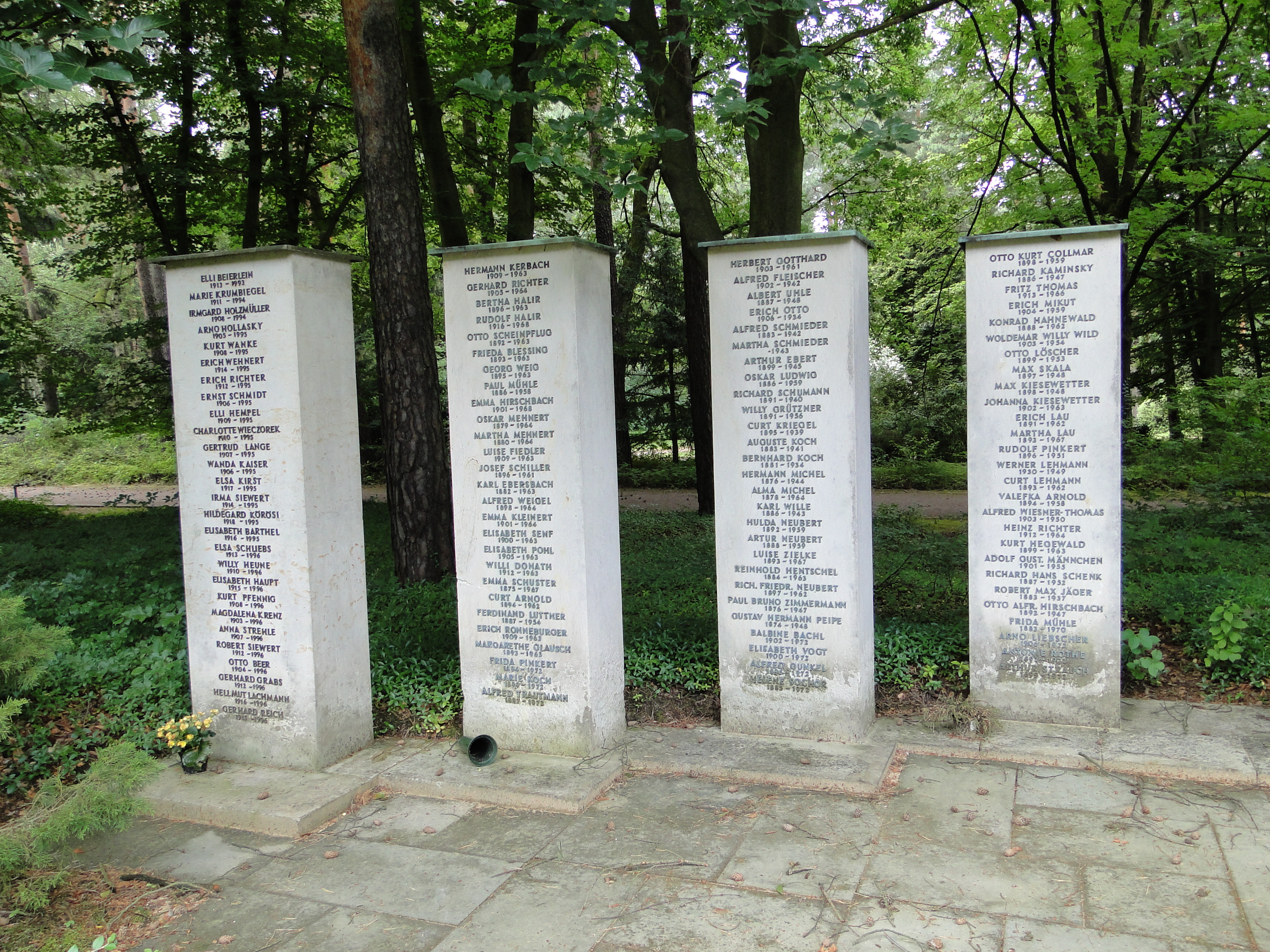
Schmieders Urnengrab auf dem Heidefriedhof

Alfred Schmieder war gelernter Buchhalter und aktiver Funktionär der SPD. Seine Parteiarbeit betrieb er vor allem im Dresdner Stadtteil Löbtau, wo er auch mit Funktionären der KPD zusammenarbeitete. Nach der Machtergreifung und dem Verbot der SPD wurde Schmieder im Juni 1933 kurzzeitig verhaftet. Er beteiligte sich jedoch erneut am Widerstandskampf, als er wieder entlassen worden war. So organisierte er zum Beispiel den Vertrieb des sozialdemokratischen „Vorwärts“, der illegal in Prag gedruckt wurde.
Im Herbst 1933 wurde Schmieder ein zweites Mal von der Gestapo verhaftet. Nach monatelanger Untersuchungshaft wurde er vom Sondergericht Freiberg zu zwei Jahren Gefängnis verurteilt, die er im Gefängnis Bautzen verbüßte. Nach seiner Entlassung im Dezember 1935 arbeitete er erneut im Untergrund. Am 7. Oktober 1941 wurde Schmieder ein drittes Mal verhaftet und ins KZ Buchenwald, später ins KZ Dachau verschleppt. Nach etwa anderthalb Jahren wurde Schmieders Frau über seinen Tod im KZ Dachau benachrichtigt. Die genauen Umstände seiner Ermordung konnten nie geklärt werden. Schmieders Urnengrab befindet sich im Ehrenhain des Dresdner Heidefriedhofs.

## Gedenken
Seit dem Februar 1946 heißt die ehemalige Straße Zur Höhenluft in Dresden-Dölzschen Alfred-Schmieder-Straße.
Die 133. Polytechnische Oberschule in Dresden-Gorbitz führte den Ehrennamen „Alfred Schmieder“. Nach der Wende wurde diese Schule geschlossen.